# نادي الصمود (العراق)
نادي الصمود الرياضي هو فريق كرة قدم عراقي مقره في الفلوجة، الأنبار، يلعب في الدوري العراقي الدرجة الثالثة. تأسس على يد مدير الرياضة الاسبق خالد كاظم في عام 1995

## روابط خارجية
- نادي الصمود على Goalzz.com
- أندية العراق - تواريخ التأسيس